# Zarzosa
Zarzosa település Spanyolországban, La Rioja autonóm közösségben. Zarzosa Ajamil, Hornillos de Cameros és Munilla községekkel határos. Lakosainak száma 14 fő (2024).

## Népesség
A település népessége az elmúlt években az alábbi módon változott:
| Lakosok száma | 13   | 14   | 14   | 14   | 16   | 17   | 14   | 14   | 12   | 14   |
|               | 2001 | 2004 | 2007 | 2009 | 2012 | 2014 | 2017 | 2019 | 2022 | 2024 |